# Villa Scott
La villa Scott est une des plus belles constructions de style Art nouveau de la ville de Turin (Piémont - Italie).

## Historique
La colline de Borgo Pô où se situe la villa Scott a été bâtie à la fin du XIXe et au début du XXe siècle. Les maîtres d'œuvre étaient la haute bourgeoisie et la noblesse turinoise. Pour mener à bien son projet de construction de la villa Scott, l'architecte Pietro Fenoglio fit appel à son confrère Gottardo Gussoni. Alfonso Scott, le commanditaire, était administrateur délégué de Rapid, société automobile naissante.  La villa fut construite en 1902.
À la mort d'Alfonso Scott, la villa est mise à la disposition des Sœurs de la Rédemption qui transforment le bâtiment en pensionnat pour jeunes filles. La villa prend alors le nom de villa Fatima.
Au début des années 2000, la villa est vendue à un particulier qui, grâce à une restauration minutieuse, rend à la villa Scott son nom initial et sa splendeur originale.

## Description
La villa Scott se niche dans un jardin arboré et pentu au n° 57 du Corso Lanza. 
Un élégant escalier en colimaçon  se trouve en face de l'entrée principale.
La villa comporte une véranda ornée d'une riche décoration florale en moulures et fers forgés. Au-dessus de la véranda, un balcon s'ouvre sur le premier étage. Les baies hautes et étroites sont ornées en leur sommet d'arabesques en coup de fouet sculptées dans la pierre sur les balustrades, chapiteaux et colonnes. 
Comme pour la Casa Fenoglio-Lafleur, Pietro Fenoglio a dessiné un bow-window d'angle. La villa est enduite d'une couleur bouton d'or originale.

## Cinéma
La villa Scott est visible sous tous les angles dans le film Les Frissons de l'angoisse tourné en 1974 par  le réalisateur Dario Argento.